# Amt Rantzau
Das Amt Rantzau ist eine interkommunale Kooperation im Nordosten des Kreises Pinneberg in Schleswig-Holstein. Der Verwaltungssitz befindet sich in der Stadt Barmstedt. Im Norden grenzt das Amt an das Amt Hörnerkirchen, im Westen an das Amt Elmshorn-Land, Elmshorn und Tornesch, im Süden an das Amt Pinnau und die Stadt Quickborn und im Osten an den Kreis Segeberg.

## Amtsangehörige Gemeinden
- Bevern
- Bilsen
- Bokholt-Hanredder
- Bullenkuhlen
- Ellerhoop
- Groß Offenseth-Aspern
- Heede
- Hemdingen
- Langeln
- Lutzhorn

## Geschichte
Nach dem Aussterben des Schauenburger Geschlechts, das über drei Jahrhunderte etwa den Bereich des heutigen Kreises Pinneberg besessen hatte, erwarb im Jahre 1649 der königlich dänische Statthalter Ritter Christian Rantzau den nördlichen Teil der früheren Grafschaft, der das Gebiet des ehemaligen Amtes Barmstedt umfasste. Die neue Grafschaft erhielt seinen Namen Rantzau, der bis heute mit der ganzen Landschaft verbunden blieb. Hier ist auch die historisch begründete Namensfindung für das am 1. April 1948 gebildete Amt Rantzau zu suchen.
Zur Reichsgrafschaft Rantzau gehörten die Ueberauergilde mit den Dörfern Heede, Langeln, Hemdingen, Ellerhoop und Thiensen, Bevern, Seth und Eckholt, Kölln und Reisieck sowie Bullenkuhlen, die Mittelgilde mit Großendorf, Großoffenseth, Kleinoffenseth und Sparrieshoop sowie Lutzhorn, die Hörnergilde mit Brande nebst Hörnerkirchen, Bockelseß, Westerhorn, Osterhorn sowie Bockel, der Flecken Barmstedt, der Flecken Elmshorn mit Raa und Besenbek.
Von den amtsangehörigen Gemeinden hat lediglich Bilsen zu keiner Zeit der Grafschaft Rantzau angehört. Seit 1385 war Bilsen zunächst Eigentum des Nonnenklosters Harvestehude und von 1531 bis 1803 des St. Johannisklosters in Hamburg, bis es der Herrschaft Pinneberg eingegliedert wurde. In Kirchen- und Schulangelegenheiten wurde Bilsen allerdings den Rantzauer Kirchenvisitatoren unterstellt und auch der Rantzauer Brandkasse zugewiesen.
Nach der Ermordung des Grafen Christian Detlev Rantzau wurde die Grafschaft am 9. April 1726 von Dänemark in Besitz genommen, bis im Jahre 1864 Preußen die Herrschaft übernahm. 1867 entstand der Kreis Pinneberg, dem außer der ehemaligen Grafschaft Rantzau auch das Dorf Bilsen eingegliedert wurde.
Am 1. April 1889 wurden im Kirchspiel Barmstedt drei Amtsbezirke gebildet, Lutzhorn mit Lutzhorn, Groß Offenseth, Klein Offenseth, Bokholt, Forstgutsbezirk Rantzau, Hemdingen mit Hemdingen, Langeln, Heede und Bilsen sowie Bevern mit Bevern, Ellerhoop, Seeth-Eckholt, Kölln-Reisieck und Bullenkuhlen. Diese Bezirke wurden nach dem Zweiten Weltkrieg wieder aufgelöst. Aufgrund der Ämterordnung in Schleswig-Holstein entstand das Amt Rantzau mit den Gemeinden Bevern, Bilsen, Bokholt-Hanredder, Bullenkuhlen, Ellerhoop, Groß Offenseth-Aspern, Heede, Hemdingen, Langeln und Lutzhorn.
Das Geschichtsbewusstsein der Bevölkerung hat in den vergangenen Jahren sichtbar zugenommen. Etliche Gemeinden haben damit begonnen, ihre Vergangenheit zu erforschen und in Chroniken festzuhalten. Andere Dörfer haben sich ein Wappen gegeben, in dem sich zumeist vieldeutig ihre Geschichte widerspiegelt. Es sind Chroniken in den Gemeinden Bevern, Bilsen, Bokholt-Hanredder, Bullenkuhlen, Ellerhoop, Groß Offenseth-Aspern, Heede, Hemdingen, Langeln und Lutzhorn erschienen. Diese Chroniken sind in Buchform entweder bei den Bürgermeistern in den jeweiligen amtsangehörigen Gemeinden, im örtlichen Buchhandel oder in der Amtsverwaltung erhältlich.
Seit dem Jahre 2016 wird die Verwaltung des Amtes Rantzau hauptamtlich durch einen Amtsdirektor geleitet.

## Wappen
Blasonierung: „Geviert, überdeckt mit einem schräglinken blauen Wellenbalken. 1 und 4 von Rot und Silber gespalten; 2 in Gold oben drei, unten vier schwarze Rauten; 3 in Gold drei schwarze Rauten unten.“
Da sich der Name des Amtes bereits auf die ehemalige traditionsreiche Herrschafts- und Verwaltungsinstitution der Grafen von Rantzau stützt, war es naheliegend, das reichsgräflich Rantzauische Wappen von 1650 als Vorbild für das Amtswappen zu nehmen (hinsichtlich der Vierteilung/Quadrierung, dem Farbprogramm (Rot-Silber-Gold-Schwarz-Blau) und der Rauten). Die im Amtswappen enthaltenen zehn Rauten symbolisieren die amtsangehörigen Gemeinden, der Wellenbalken symbolisiert die Krückau, die den Amtsbereich durchquert. Nördlich der Krückau liegen drei Gemeinden, die in den Jahren 1889 bis 1945 den Amtsbereich Lutzhorn gebildet haben. Südlich der Krückau im östlichen Bereich liegen vier Gemeinden des ehemaligen Amtsbezirkes Hemdingen und im südlichen Bereich liegen drei Gemeinden des früheren Amtsbezirkes Bevern.
Zum 50-jährigen Bestehen hat sich das Amt Rantzau 1998 eine eigene Flagge gegeben. Die Amtsflagge zeigt auf blauem Flaggentuch das Wappen in flaggengerechter Tinktur.